# Collision aérienne de Gold Coast
La collision aérienne de Gold Coast est survenu le 2 janvier 2023 lorsque deux hélicoptères sont entrés en collision dans la ville de Gold Coast, dans le Queensland, en Australie.

## Accident
Le 2 janvier 2023 vers 13 h 59 UTC+10, deux hélicoptères Eurocopter EC130 exploités par Sea World Helicopter Tours sont entrés en collision alors que l'un tentait d'atterrir et l'autre quittait un héliport de Sea World.
Moins d'une minute après le décollage, l'hélicoptère au départ est percuté au niveau de la queue par l'autre hélicoptère et s'écrase sur un banc de sable, tuant quatre personnes à bord, trois autres étant dans un état critique.
L'hélicoptère qui arrivait a atterri en toute sécurité sur le même banc de sable avec des dommages à la vitre du cockpit et tous à bord ont survécu. Les six occupants ont subi des blessures légères.